# 페이드라루아르
페이드라루아르(프랑스어: Pays de la Loire)는 프랑스 서부에 위치한 레지옹으로 중심 도시는 낭트이며 면적은 32,082km2, 인구는 3,553,353명(2010년 기준)이다.
서쪽으로는 비스케이만, 북서쪽으로는 브르타뉴, 북쪽으로는 바스노르망디(현재의 노르망디), 동쪽으로는 상트르발드루아르, 남쪽으로는 푸아투샤랑트(현재의 누벨아키텐)와 접한다. 5개 주(루아르아틀랑티크주, 마옌주, 멘에루아르주, 방데주, 사르트주)를 관할한다.

## 같이 보기
- 몽소로성 현대미술관